# Esko Rechardt
Esko Tapani Rechardt, född den 9 juni 1958 i Helsingfors, är en finländsk seglare.
Han tog OS-guld i finnjolle i samband med de olympiska seglingstävlingarna 1980 i Moskva. Tävlingarna hölls i Tallinn.